# Global Maritime Distress and Safety System
Das Global Maritime Distress and Safety System (weltweites Seenot- und Sicherheitsfunksystem), kurz GMDSS, ist eine Zusammenfassung von technischen Einrichtungen, Dienststellen und Regeln zur weltweiten Hilfe bei Seenotfällen und zur Sicherung der Schifffahrt. GMDSS wurde im Rahmen von SOLAS, dem internationalen Übereinkommen zum Schutz des menschlichen Lebens auf See, eingerichtet (siehe auch International Maritime Organization (IMO)).

## Systeme im GMDSS
GMDSS besteht aus folgenden Bestandteilen:
- Mobiler Seefunkdienst, bestehend aus Seefunk- und Küstenfunkstellen, die mittels Sprechfunk und Digital Selective Calling (DSC) einen Notruf aussenden und empfangen können. Im Seefunkdienst werden UKW, Grenzwellen- und Kurzwellenfunkausrüstungen verwendet.
- Search and Rescue Radar Transponder (SART), die ein charakteristisches Signal aussenden, wenn sie ein Radarstrahl trifft, um so eine Zielfahrt zu ermöglichen.
- Emergency Position-Indicating Radio Beacon (EPIRB): Notfunkbaken, die an Satelliten ein Notsignal liefern, teilweise auch mit Positionsdaten. Zulässig auch im terrestrischen Bereich über DSC, derzeit in Europa aber kaum in Gebrauch.
- COSPAS/SARSAT: polumlaufende und geostationäre Satelliten zur Ortung und zum Empfang von Notmeldungen von EPIRBs.
- Inmarsat: geostationäre Satelliten zur Kommunikation.
- Iridium: Polumlaufende Satelliten zur weltweiten Kommunikation (seit 2020).
- Bodenstationen und Schiffsstationen für die Satellitensysteme.
- Maritime Rescue Coordination Centers (MRCC): Einsatzzentralen zur Koordinierung der Hilfeleistung, in Deutschland wahrgenommen durch die DGzRS in Bremen.
- NAVTEX (Abk. für Navigational Text Messages), ein Funkfernschreibsystem, mit dem Notmeldungen, Warnungen und sonstige nautische Informationen für einzelne Seebereiche verbreitet werden.

## Voraussetzungen
Zur Teilnahme am GMDSS muss das Schiff mit zugelassenen Funk- und Kommunikationsgeräten ausgerüstet sein. Die Teilnahme am Mobilen Seefunkdienst erfordert eine Funkkonzession, mit der auch das Rufzeichen zugeteilt wird. Das für die Funkgeräte verantwortliche Besatzungsmitglied muss zudem über einen entsprechenden Fähigkeitsnachweis verfügen. Es gibt folgende Zeugnisse: First-class radio electronic certificate (Funkelektronikzeugnis GMDSS erster Klasse: wie GOC jedoch mit der Berechtigung, die GMDSS-Funkanlage vollständig zu reparieren), Second-class radio electronic certificate (Funkelektronikzeugnis GMDSS zweiter Klasse: wie ROC, jedoch mit der Berechtigung, die UKW-GMDSS-Funkanlage vollständig zu reparieren), Restricted Operator’s Certificate ROC (Beschränkt gültiges Betriebszeugnis für Funker der Berufsschifffahrt) und Short Range Certificate, SRC (Beschränkt gültiges Betriebszeugnis für die Sportschifffahrt) erlauben die Verwendung von UKW-Funkgeräten sowie EPIRBs und NAVTEX-Geräten. General Operator’s Certificate GOC (Allgemeines Betriebszeugnis für Funker) und Long Range Certificate LRC (Allgemeines Funkbetriebszeugnis für die Sportschifffahrt) erlauben zusätzlich die Verwendung von Grenz- und Kurzwellenfunkstationen sowie GMDSS-zertifizierten INMARSAT-Diensten auf Seeschiffen.
In Deutschland wurden die Regelungen zur Umsetzung der Radio Regulations (Vollzugsordnung für den Funkdienst) der Internationalen Fernmeldeunion (ITU) für die GMDSS-Funkelektronik-Zeugnisse vom Gesetzgeber bis heute nicht umgesetzt. Daher ist es in Deutschland nicht möglich, diese Zeugnisse zu erwerben. Auf internationaler Ebene sind diese Zeugnisse jedoch vorhanden und können dort durch Ablegen einer entsprechenden Prüfung erlangt werden.
EPIRBs müssen registriert werden, und für die Verwendung des Inmarsat-Satellitenkommunikationssystems ist ein entsprechender Vertrag mit der Betreibergesellschaft nötig.

## Seegebiete A1 bis A4
Die IMO teilt die Weltmeere für GMDSS in vier sogenannte Seegebiete (Sea Area A1 bis A4) auf. Schiffe, die nach SOLAS-Vorschriften ausgerüstet werden müssen (das sind insbesondere alle größeren Schiffe der Berufsschifffahrt), müssen abhängig vom befahrenen Seegebiet mit den passenden Kommunikationsmitteln ausgerüstet sein. Für die Freizeitschifffahrt ist die Ausrüstung international freiwillig, wobei in einzelnen Ländern zumindest eine UKW-Funkstation erforderlich ist.
Seegebiet A1
Gebiet innerhalb der Sprechfunkreichweite mindestens einer UKW-Küstenfunkstelle, die ununterbrochen für DSC-Alarmierungen (Kanal 70/156,525 MHz) zur Verfügung steht. Typischerweise hat das Gebiet eine Ausdehnung von 30–40 sm (56–74 Kilometer) zur Küste.
Seegebiet A2
Gebiet, außerhalb von Seegebiet A1, innerhalb der Sprechfunkreichweite mindestens einer Grenzwellen-Küstenfunkstelle, die ununterbrochen für DSC-Alarmierungen (2187,5 kHz) zur Verfügung steht. Für die Auslegung geht man üblicherweise bei Tag von einem Bereich von 180 sm (330 km) Abstand von der Küstenlinie aus, abzüglich aller von A1 abgedeckten Bereiche. In der Praxis geht eine zufriedenstellende Abdeckung häufig darüber hinaus. So sind bei Nacht bis zu 400 sm (740 km) Abstand von der Küstenlinie abgedeckt.
Seegebiet A3
Ein Gebiet außerhalb der Seegebiete A1 und A2, das von einem geostationären Inmarsat-Satelliten überdeckt wird und in dem eine ununterbrochene Alarmierung zur Verfügung steht. (76° Nord bis 76° Süd).
Seegebiet A4
Ein Gebiet außerhalb der Seegebiete A1, A2 und A3. Dieses besteht im Wesentlichen aus den Polarregionen, nördlich und südlich ungefähr der 76. Breitengrade, ausschließlich aller möglicher Bereiche A1 oder A2. Hier ist die Kommunikation nur noch über Kurzwelle (sowie das Absetzen von Notmeldungen mit EPIRBs über COSPAS/SARSAT-Satelliten) garantiert. Die Kommunikation über Kurzwelle kann durch das Sonnenwetter massiv gestört werden. Deshalb ist die Kommunikation über Iridium-Satelliten zuverlässiger (seit 2020).
Obwohl nach offizieller Definition jedes Seegebiet das jeweils vorhergehende nicht einschließt, bedeutet das nicht, dass die entsprechenden Kommunikationsmittel dort nicht eingesetzt werden können oder dürfen. Eine Kurzwellenfunkstation, die für Seegebiet A4 erforderlich ist, kann auch in den Seegebieten A2 und A3 gute Dienste leisten.